# Deomys ferrugineus
Deomys ferrugineus és una espècie de rosegadors de la família dels múrids que viu a l'Àfrica Central, des del sud del Camerun, Guinea Equatorial (incloent-hi l'illa de Bioko), el Gabon, la República del Congo, el sud-oest de la República Centreafricana, la República Democràtica del Congo, Uganda i Ruanda. És l'única espècie del gènere Deomys.
D. ferrugineus té les potes llargues, les orelles enormes i el cap estret i puntat. El color del cos és marró fosc en els animals de Bioko i marró-vermell en els de terra ferma. La llargada corporal és de 12-14,5 cm, la llargada de la cua 15-21,5 cm i el pes entre 40 i 70 grams. És actiu durant la nit i el crepuscle i menja animals invertebrats. El seu nom genèric significa ‘ratolí enllaç’ en llatí, mentre que el seu nom específic vol dir ‘rovellat’ (en referència al seu color).